# Behterî, Hola Prîstan
Behterî (în ucraineană Бехтери) este localitatea de reședință a comunei Behterî din raionul Hola Prîstan, regiunea Herson, Ucraina.

## Demografie
Componența lingvistică a localității Behterî
     Ucraineană (90,25%)
     Rusă (6,08%)
     Alte limbi (0,83%)
Conform recensământului din 2001, majoritatea populației localității Behterî era vorbitoare de ucraineană (90,25%), existând în minoritate și vorbitori de rusă (6,08%).